# Hang Hau (stacja MTR)
Hang Hau (chiński: 坑口) – jedna ze stacji MTR, systemu szybkiej kolei w Hongkongu, na Tseung Kwan O Line. Została otwarta 18 sierpnia 2002. 
Znajduje się w obszarze Hang Hau, w dzielnicy Sai Kung.